# Банцеровська-тушемлінська культура

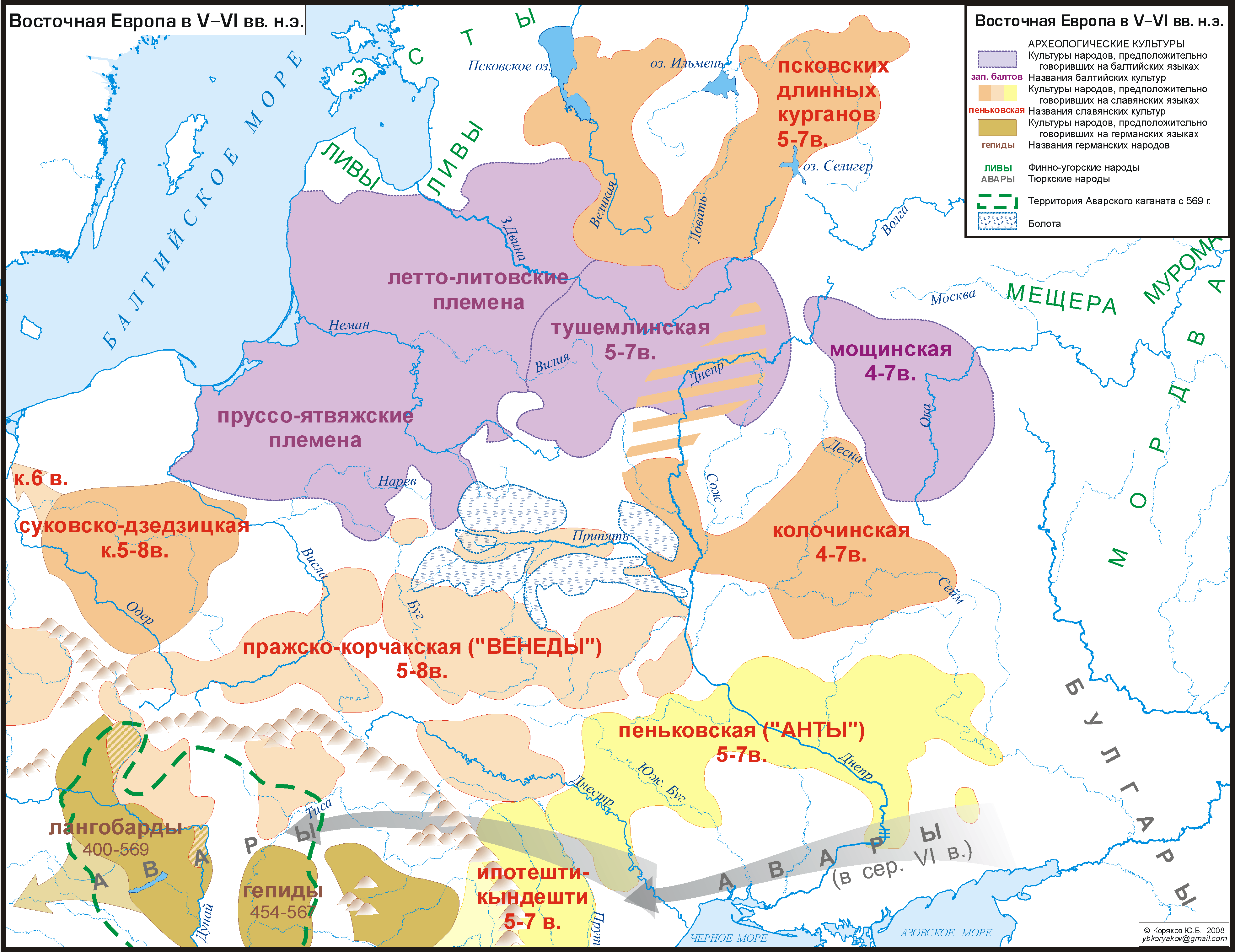
Карта балтійських і слов'янських археологічних культур V—VI ст.

Банцеровська-тушемлінська культура, Тушемлінська культура, Банцеровська культура (рос. Тушемлинская-банцеровская культура) — східна балтська археологічна культура залізної доби IV—VII століть, що розташовувалася на території середньої і північної Білорусі, а також Смоленської області. Тушемлінська культура виділена П. М. Третьяковим і Е. А. Шмідтом у 1950-х роках. У 1960-х роках О. Г. Митрофановим був зроблений висновок, що територія середньої та північної Білорусі разом зі Смоленщиною складає єдиний культурно-археологічний масив. На думку Р. Ф. Набієва (м. Казань) ця банцеровська культура проявляє ряд спільних рис з сусідніми культурами (Пеньківської, Київської, локальними прибалтійськими як сембійска та ін.). Їх, а також ряд інших, об'єднує присутність артефактів, характерних для степовиків і їхні типові городки які не призначені для хліборобів. Спільні риси можуть бути пояснені широким поширенням впливу імперій гунів, булгар і авар. Не виключено, що схожі гідроніми (вільха/Вільховатка тощо) та топоніми (Хотин-Хатинь-Катинь тощо), алтайського типу закріпилися саме в цей період. Культура цікава тим, що добре ілюструє процес трансформації балтів у слов'ян.

## Генетичні зв'язки
Безпосередньо передувала розселенню слов'ян-кривичів на цій території. Тушемлінські старожитності склалися на основі більш ранньої дніпро-двінської культури та культури штрихованої кераміки в результаті метисації з носіями київської культури.

## Артефакти
Було розвинене ковальське виробництво. На поселеннях займалися отриманням заліза і виготовленням з нього знарядь праці. Для тушемлінських племен характерні численні залізні знаряддя праці, серпи різновидних форм з гачком, вузьколезові сокири, ножі з прямою спинкою, вудила, трилопатеві наконечники стріл, листоподібні наконечники списів та ін..

## Географія
Смоленська область, а також Мінська область (Банцеровське городище) і Могильовська область.

## Господарство
Населення займалося землеробством і скотарством.
Мали характерний слабо профільований плоскодонний не орнаментований посуд.

## Житла
Крім сіл тушемлинці будували селища-притулки, які були знищені вогнем в кінці існування їхньої культури. Тушемлінське городище являє собою овальний майданчик розміром близько 800 м², розташований на мисі, обмеженому двома ярами. По периметру захищені двома земляними валами з дерев'яними огорожами на верху. З напільного боку були облаштовані ще три вали з такою ж колодяною огорожею. З внутрішньої сторони городища до стін впритул примикала довга дерев'яна споруда з двосхилим перекриттям шириною 4-4,5 м, розділена перегородками на 7-8 приміщень, у середині деяких з них були вогнища, викладені камінням, решта використовувалися для господарських потреб. У центрі мисової частині такого типу зрубного городища знаходилося святилище — круглий майданчик зі стовпами по краю і великим стовпом в центрі, певно для головного кумиру.

## Похоронний обряд
У тушемлинців було трупоспалення на без-курганних могильниках, а також на курганних могильниках. Рештки спалених небіжчиків поміщалися ними в глиняні урни або зсипалися в могильні ями. У курганах (круглих, подовжених, довгих) поховання було на горизонті, в насипу або відразу під його дерновим покриттям.

## Етимологія назви
Назва походить від річки Тушемля і розташованого на її березі однойменного городища в Починківському районі в селі Мокрядино Смоленської області, і — від села Банцеровщина, що поблизу м. Мінська.